# Śladków Górny
Śladków Górny – wieś w Polsce położona w województwie łódzkim, w powiecie zgierskim, w gminie Zgierz.
W latach 1975–1998 miejscowość administracyjnie należała do ówczesnego województwa łódzkiego.

## Urodzeni w Śladkowie Górnym
- Bronisław Głydziak – polski ślusarz, działacz Polskiej Partii Socjalistycznej – Frakcji Rewolucyjnej[4].